# DIDO

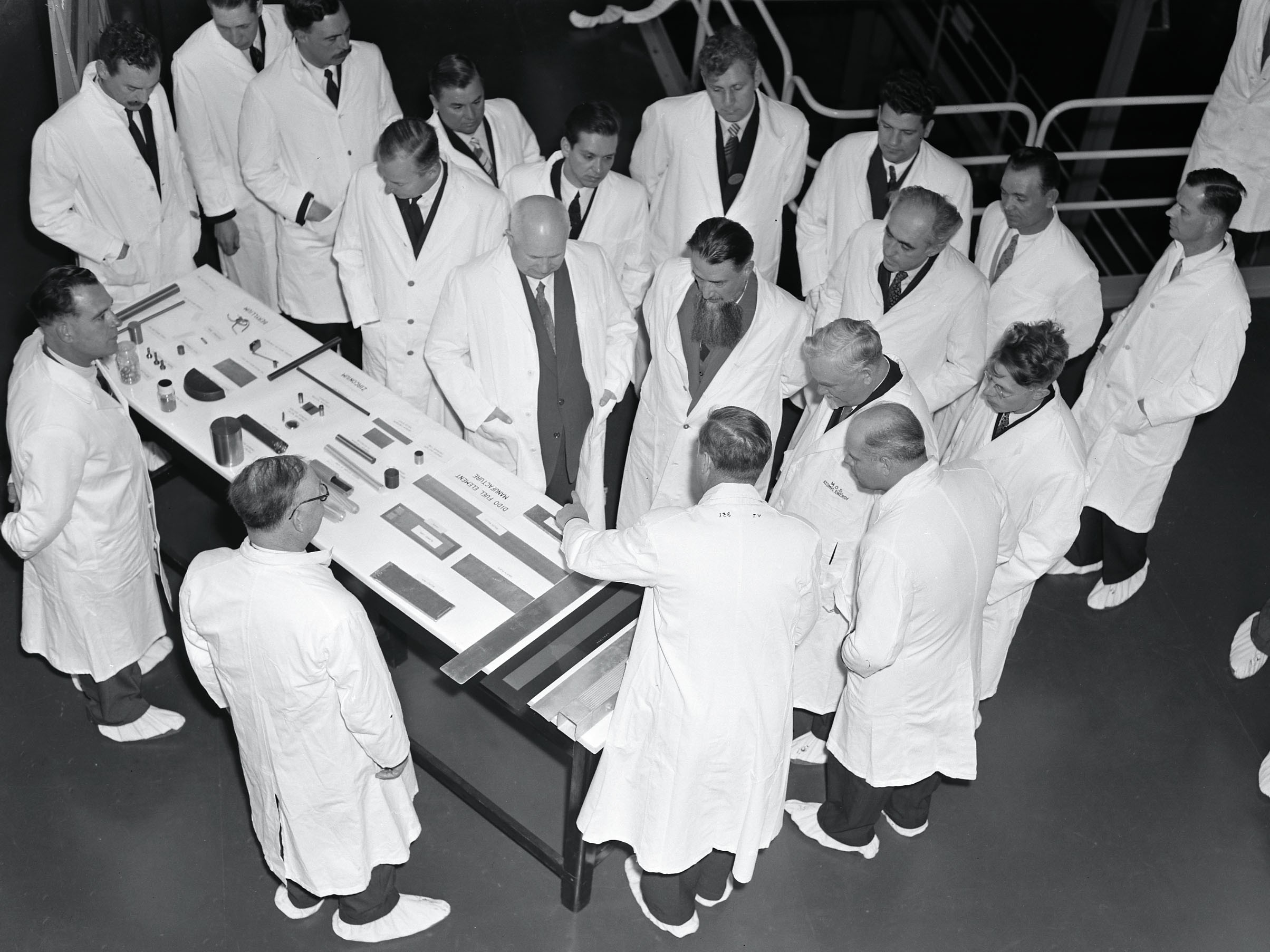
El líder del proyecto atómico soviético, Ígor Kurchátov en Harwell, el 26 de abril de 1956

DIDO era un reactor nuclear del Atomic Energy Research Establishment de Harwell, Oxfordshire en el Reino Unido. Utilizaba como combustible metal de uranio enriquecido, y agua pesada tanto como moderador de neutrones y refrigerante primario. También disponía de reflector de neutrones de grafito que rodeaba el núcleo.
En la fase de diseño, DIDO fue denominado AE334 de acuerdo con su número de diseño de ingeniería.
DIDO fue concebido para tener un alto flujo de neutrones, lo suficientemente grande para reducir el tiempo requerido para probar los materiales que se pretendían utilizar en los reactores de energía nuclear. Esto también permitía la producción de intensos rayos de neutrones para uso en la difracción de neutrones.
En total, se construyeron seis reactores de tipo DIDO:
- DIDO.
- HIFAR (Australia).
- PLUTO, también  en Harwell.
- Reactor de Prueba de Materiales Dounreay (DMTR) en el Establecimiento de Investigación Dounreay en Escocia.
- Uno en Forschungszentrum Jülich (Alemania).
- DR-3 en Risø (Dinamarca).